# Koopvaardij

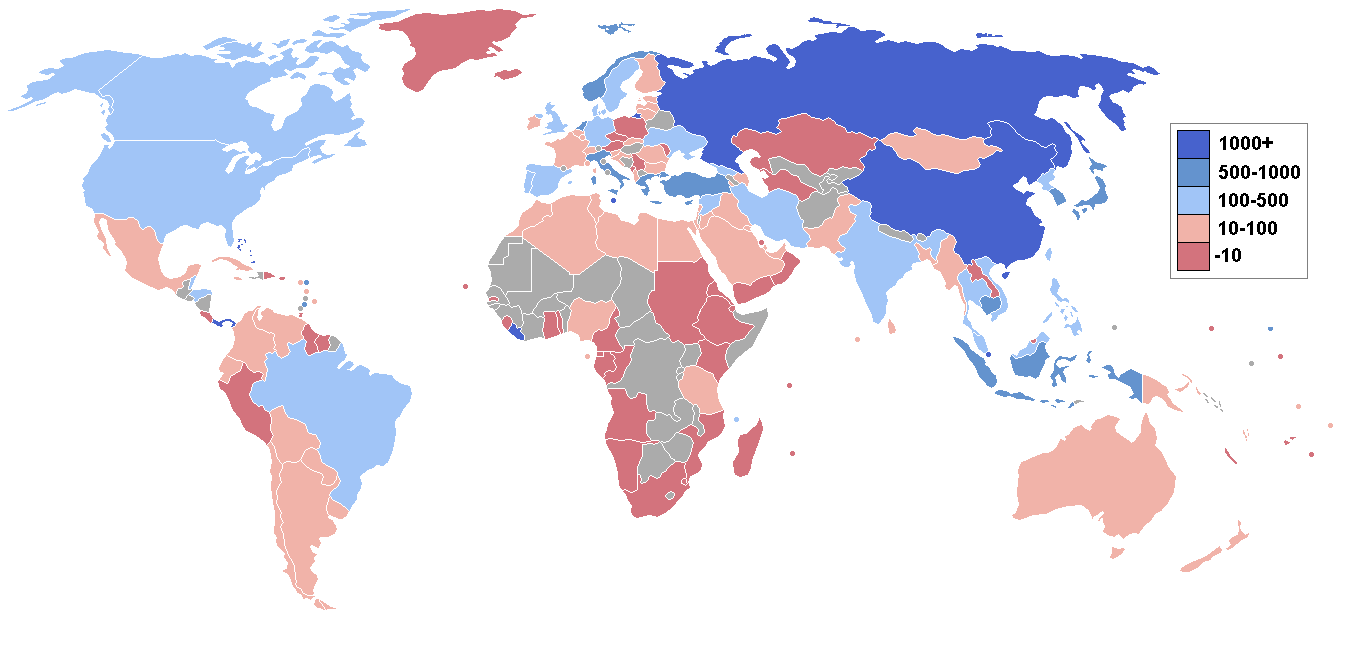
De verdeling van de wereldvloot per vlaggenstaat. Panama heeft de meeste schepen onder haar vlag.

De koopvaardij of handels(scheep)vaart is de handel met behulp van schepen, de koopvaardijvloot. In 2005 werd er over zee 7 miljard ton lading vervoerd tussen 160 landen. De vloot bestond in 2007 uit ruim 47.000 zeegaande vrachtschepen. In 2004 was de koopvaardij goed voor een omzet van ruim 426 miljard dollar, ongeveer een derde van de omzet in de maritieme industrie en daarmee verreweg de grootste sector daarin.
De geringe stijging van de transportkosten ten opzichte van de goederen die vervoerd worden en in 50 jaar 10 tot 20 keer duurder zijn geworden, heeft belangrijk bijgedragen aan de wereldwijde handelsrevolutie. Zo maakten transportkosten in 1960 zo'n 30% uit van de prijs in Europa van olie uit het Midden-Oosten, terwijl dit tegenwoordig minder dan 5% is. Dit werd mogelijk gemaakt door schaalvergroting, nieuwe technologie, betere havens, efficiëntere ladingbehandeling en het varen onder goedkope vlag.
Naast deze langetermijnbeweging is er ook sprake van scheepvaartcycli van enkele jaren waarin de vracht- en scheepsprijzen sterk kunnen fluctueren.

## Geschiedenis
Vervoer over zee vindt al meer dan 5000 jaar plaats en neemt daarmee een belangrijke plaats in de ontwikkeling van de mensheid en de handel in. Transport over water is zeker in primitievere samenlevingen efficiënter dan over land en overschotten die ontstonden door specialisatie en arbeidsverdeling konden hiermee al vroeg over langere afstanden in relatief grote hoeveelheden verhandeld worden. Ontwikkelingen in techniek en financiering maakten schaalvergroting van schepen en routes mogelijk.
Lange tijd werd het merendeel van de lading als stukgoed vervoerd, waarbij de schipper soms ook als koopman fungeerde, taken die echter vaak gescheiden waren. Al voor de vijftiende eeuw waren er contacten tussen de verschillende beschavingen. Door Braudel werden deze aangeduid als wereld-economieën met koppelteken om aan te geven dat deze niet de gehele wereld omspanden, maar economisch autonome delen van de wereld waren. Pas vanaf het tijdperk van de grote ontdekkingen ontstond een wereldeconomie waarbij al deze economieën steeds intensiever met elkaar in contact stonden.
De volgende grote stap kwam met de industriële revolutie. In de negentiende eeuw veranderde de scheepvaart meer dan in de twee millennia daarvoor. Hout werd vervangen door ijzer en later staal en zeil door stoom met schroefvoortstuwing, terwijl telecommunicatie een ommekeer betekende voor de beschikbare informatie. Hiermee bouwden de koloniale rijken een zeer flexibel systeem van passagiersvaart, lijnvaart en wilde vaart.
Na de Tweede Wereldoorlog kwam de laatste grote ommezwaai. Met de introductie van de straalmotor bleek de luchtvaart niet alleen sneller, maar ook economischer intercontinentaal passagiersvervoer te kunnen verzorgen. Hiermee verdwenen de grote passagiersschepen die de boegbeelden waren geweest van de zeevaart. De vrachtvaart bleek in de jaren 1960 niet goed in staat de met de florerende economie sterk toegenomen vraag naar transport op te vangen. In de bulkvaart vond vooral na de jaren 1950 een enorme schaalvergroting plaats. Waar eerder veel tussendekkers gebruikt werden, ontstonden onder druk van een sterk toegenomen vraag uit vooral Europa en Japan gespecialiseerde bulkcarriers. Dit werd vooral gestimuleerd door multinationals zoals oliemaatschappijen, staal- en aluminiumfabrieken en de kunstmestindustrie die op zoek waren naar goedkope grondstoffen van goede kwaliteit. Aanvankelijk was dit met bedrijfsrederijen, later veel met onafhankelijke rederijen (independents).
De lijnvaart kon aanvankelijk niet profiteren van deze schaalvergroting. Stukgoed werd afzonderlijk geladen en gestuwd, wat dusdanig arbeidsintensief was dat lijnschepen zo'n twee derde van de tijd in de haven lagen te laden en te lossen. Toenemende wereldhandel, congestie in de havens en arbeidsonrust deed in de transporttijd tussen Europa en de Verenigde Staten toenemen tot enkele maanden. Mechanisering bood hierbij een oplossing, al was men aanvankelijk bang dat de hiervoor benodigde standaardisatie van de laadmodules de enorme flexibiliteit van het bestaande systeem van lijn- en wilde vaart teniet zou doen. Onder de klassieke rederijen bestond er dan ook de nodige weerstand. De eerste poging tot standaardisatie bestond uit het vervoer met behulp van pallets, maar uiteindelijk zou het overgrote deel van het stukgoedvervoer plaatsvinden met containers. Het bleek nu mogelijk dezelfde lading in een week van kust tot kust te verschepen, waarbij de kans op schade ook nog eens aanzienlijk was afgenomen. Het maakte internationale handel op een tot dan toe ongekende schaal mogelijk en in dertig jaar tijd verdween het flexibele systeem van lijn- en wilde vaart dat de koloniale rijken een eeuw lang zo goed had gediend.

## Scheepvaartmarkt
Er kunnen verschillende scheepvaartmarkten worden onderscheiden. De eerste onderverdeling is die in vracht, nieuwbouw van schepen, handel in tweedehands schepen en sloop van schepen.

### Vracht
Hoewel de koopvaardij transport als product levert, is er een grote diversiteit, waarbij de schepen onderling sterk kunnen verschillen in type en grootte naargelang van de vraag uit de markt. Onderscheid kan worden gemaakt naar het type lading dat vervoerd wordt, maar ook naar de hoeveelheid.
De commodity's zijn onder te verdelen in groepen naar vervoerd gewicht (2006):
- energie: 3354 miljoen ton, 44%;
- metaalindustrie: 1366 miljoen ton, 18%;
- land- en bosbouw: 706 miljoen ton, 9%;
- overige lading: 1134 miljoen ton, 28%.

Binnen de grondstoffen zijn de belangrijkste sectoren energie, mijnbouw, landbouw en bosbouw. Grondstoffen worden vervoerd van de plaats van winning naar de basisindustrie die het verwerkt tot halffabricaten. De verwerkingsindustrie zet deze om tot eindproducten. De waarde van een eindproduct ligt over het algemeen veel hoger dan dat van een grondstof of halffabricaat, zodat de snelheid en betrouwbaarheid van het transport een steeds belangrijkere rol gaat spelen. Deze drie sectoren hebben dan ook elk hun eigen transportbehoeftes. Hoewel er geen scherpe grens is, verschilt de grootte van een te vervoeren partij per sector. Grondstoffen worden over het algemeen in grote partijen verhandeld, bij halffabricaten zijn deze al iets kleiner, terwijl eindproducten vaak in relatief kleine partijen verscheept worden.
| Grondstoffen | Zeetransport               | Basisindustrie                                          | Zeetransport | Eindgebruiker           |
| --- | -------------------------- | ------------------------------------------------------- | ------------ | ----------------------- |
| Energie Aardolie lng, lpg Steenkool, cokes Gesmolten zwavel Biobrandstof | Natte bulk →               | Olieraffinage lpg, nafta Benzine, dieselolie            | Natte bulk → | Elektriciteitsopwekking |
| Energie Aardolie lng, lpg Steenkool, cokes Gesmolten zwavel Biobrandstof |                            | Chemicaliën Organisch Anorganisch                       | Natte bulk → | Transport               |
| Mijnbouw Metaalertsen IJzererts Schroot Mangaanerts Bauxiet, aluminiumoxide Non-ferrometaalerts Mineralen Zout Zwavel Kalksteen Zand, grind                                                                            | Droge bulk →               | Staal Ruwijzer Stalen lingots Stalen producten          |              | Bouw                    |
| Mijnbouw Metaalertsen IJzererts Schroot Mangaanerts Bauxiet, aluminiumoxide Non-ferrometaalerts Mineralen Zout Zwavel Kalksteen Zand, grind                                                                            | Stukgoed ↓                 |                                                         |              |                         |
| Landbouw Droge lading Tarwe Grove granen Cassave Oliehoudende zaden, perskoeken Overig voer Rubber Huiden Gekoeld Fruit en groente Vlees en vis Natte lading Plantaardige olie Wijn Vruchtensap Melasse Levende dieren |                            | Verwerkingsindustrie                                    |              | Eindmarkten             |
| Landbouw Droge lading Tarwe Grove granen Cassave Oliehoudende zaden, perskoeken Overig voer Rubber Huiden Gekoeld Fruit en groente Vlees en vis Natte lading Plantaardige olie Wijn Vruchtensap Melasse Levende dieren | Droge bulk →               | Motorvoertuigen Auto's, vrachtwagens Landbouwwerktuigen | Stukgoed →   | Bedrijven               |
| Landbouw Droge lading Tarwe Grove granen Cassave Oliehoudende zaden, perskoeken Overig voer Rubber Huiden Gekoeld Fruit en groente Vlees en vis Natte lading Plantaardige olie Wijn Vruchtensap Melasse Levende dieren |                            | Lichte industrie Witgoed Huishoudelijke apparatuur      | Stukgoed →   | Consumenten             |
| Landbouw Droge lading Tarwe Grove granen Cassave Oliehoudende zaden, perskoeken Overig voer Rubber Huiden Gekoeld Fruit en groente Vlees en vis Natte lading Plantaardige olie Wijn Vruchtensap Melasse Levende dieren | Natte bulk →               | Levensmiddelenindustrie Vlees, zuivel Suikerraffinage   |              |                         |
| Landbouw Droge lading Tarwe Grove granen Cassave Oliehoudende zaden, perskoeken Overig voer Rubber Huiden Gekoeld Fruit en groente Vlees en vis Natte lading Plantaardige olie Wijn Vruchtensap Melasse Levende dieren | Textiel, schoenen, kleding |                                                         |              |                         |
| Bosbouw Boomstammen Timmerhout Houtsnippers | Specifiek stukgoed →       | Hout, papier Pulp, papier                               |              |                         |
| Grote partijen, lage waarde ↔ kleine partijen, hoge waarde |                            |                                                         |              |                         |
| Bulkvaart ↔ Gespecialiseerde vaart ↔ Lijnvaart ↔ Luchtvaart |                            |                                                         |              |                         |

Partijen die groot genoeg zijn om een geheel schip te beladen, worden vaak vervoerd door de bulkvaart. Lijnvaart onderscheidt zich daarvan door het vervoer van kleine partijen. Een enkele partij is niet voldoende groot om een geheel schip te beladen, zodat meerdere partijen als stukgoed worden vervoerd. Een lijndienst maakt het mogelijk dat lading van verschillende verschepers samen vervoerd worden. De grens tussen bulk- en lijnvaart is niet scherp en vooral de minor bulks worden ook wel als deellading vervoerd. Naast deze twee is er nog de gespecialiseerde vaart met specifiek voor een bepaalde lading ontworpen schepen.
Andere zaken die bijdragen aan de productdifferentiatie zijn prijs, snelheid, betrouwbaarheid en risicobeperking.

## Economie

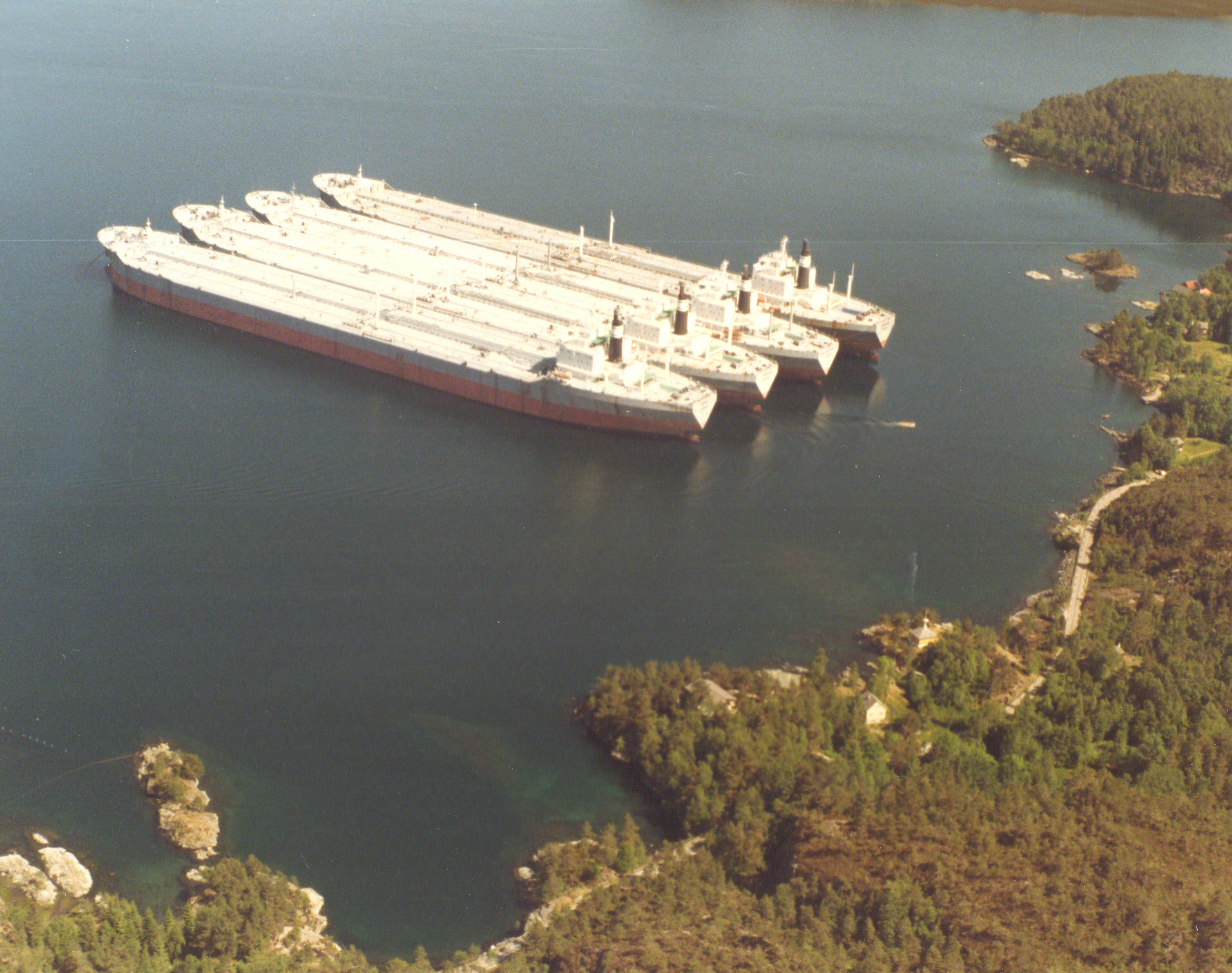
De VLCC's Nerva, Aurelian, Kong Haakon VII en Octavian van Reksten opgelegd in een Noors fjord bij Tysnes. Reksten werd hard geraakt door de neergang na de oliecrisis van 1973 nadat hij net daarvoor de rederij Anglo Norness van Zapata had gekocht voor $208 miljoen.

Net als de overige economie heeft de scheepvaart te maken met economische cycli. Maar hoewel er een correlatie is met de macro-economie, hebben de scheepvaartcycli hun eigen dynamiek. Onderscheid wordt gemaakt tussen de langdurige of seculaire trend, de korte cyclus en seizoensschommelingen. Lange golven worden veroorzaakt door technologische, economische of regionale veranderingen. Rond deze trend schommelen de korte golven. Deze worden gecreëerd door een onbalans in vraag en aanbod naar scheepsruimte. Deze schommeling komt tot uitdrukking in schommelingen in vrachtprijzen, aantal nieuw bestelde schepen, prijzen van tweedehandsschepen en het aantal gesloopte schepen. Ook variëren de cycli tussen verschillende scheepstypes, scheepsgroottes en is er sprake van regionale verschillen. Sterke verstoringen kunnen vooral optreden in geval van grote oorlogen.
De periode en amplitude van de cycli zijn moeilijk te voorspellen. Deze onzekerheid is niet alleen een risico, maar biedt ook kansen door bijvoorbeeld juist anticyclisch te investeren. Voor kleine organisaties die snel kunnen beslissen is dit vaak makkelijker dan voor grote rederijen en bedrijven.

## Scheepstypes
De grote verscheidenheid in het ladingaanbod heeft geleid tot de ontwikkeling van vele verschillende scheepstypes. In 2007 bestond de koopvaardijvloot uit bijna 75.000 schepen van meer dan 100 gt, waarvan zo'n 47.000 vrachtschepen. Al naargelang van het ladingaanbod, treden verschuivingen op in de verhoudingen. Dit kan door nieuwbouw en sloop, maar ook door ombouw.

### Bulkschepen
Binnen de bulkvaart neemt het leeuwendeel van het transport van de energie- , staal- en landbouwsector voor zijn rekening. Zo'n 8000 tankers verzorgen de natte bulk, waarbij de schepen groter dan 60.000 dwt VLCC's, Suezmax en in mindere mate Aframax vooral ruwe olie vervoeren en de Panamax, Handysize en kleinere tankers voornamelijk olieproducten. Chemicaliëntankers vallen onder de gespecialiseerde vaart.
In de droge bulk varen een kleine 7000 bulkcarriers die onderverdeeld worden in Capesize waarmee vooral steenkool en ijzererts wordt vervoerd, Panamax voor steenkool en graan en daarnaast Handymax en Handysize met eigen laad/losgerei. In aantallen is dit daarmee niet de grootste sector, maar door hun grootte vertegenwoordigen deze schepen met 750 miljoen ton dwt bijna 70% van het totale tonnage. Veel bulkschepen varen in de wilde vaart.

### Stukgoedschepen
Er zijn ruim 25.000 stukgoedschepen. De belangrijkste groep hierin bestaat uit de ruim 4200 containerschepen. Dit is het meest dynamische deel van de scheepvaart. Veel van deze schepen varen in de lijnvaart, wat ook geldt voor de kleine 4000 roroschepen. Ondanks de opkomst van de container varen er nog ruim 2500 multipurpose schepen en ruim 15.000 schepen voor algemeen stukgoed.

### Gespecialiseerde schepen
De gespecialiseerde vaart onderscheidt zich van bulkvaart en lijnvaart door het gebruik van specifiek voor een bepaalde lading ontworpen schepen. Bij een aantal is de markt zo groot geworden, dat men deze niet meer tot gespecialiseerd vervoer rekent. Dit geldt onder meer voor supertankers en containerschepen.
De vloot bestaat uit zo'n 1800 koelschepen, 2700 chemicaliëntankers, 500 gespecialiseerde tankers, 650 autoschepen, 1000 lpg-tankers en ruim 200 lng-tankers.

### Niet-vracht
Ruim 26.000 koopvaardijschepen vervoeren geen vracht. Hieronder vallen ruim 11.000 sleepboten, bijna 2000 baggerschepen, 7000 ondersteuningsschepen voor de offshore, 500 FPSO's en boorschepen, 450 cruiseschepen en ruim 3500 veerboten.
De cruisevaart is ontstaan uit de passagiersvaart waar dit aanvankelijk werd gebruikt als invulling van het laagseizoen in de lijnvaart. Als resultaat van de opkomst van het vliegtuig, die de lijndiensten van passagiersschepen niet langer rendabel maakte, ontwikkelde zich de cruisevaart.

## Rederijen
De grote diversiteit in de scheepvaart is ook terug te vinden bij de rederijen. Er is een groot verschil tussen een bulkreder die jaarlijks slechts enkele grote contracten afsluit per schip en toe kan met een klein kantoor en een lijnrederij die honderden contracten per afvaart moet verwerken. De grootste rederijen zijn staatsrederijen als COSCO, China Shipping Group, de Indiase overheid en MISC. Ook Japanse conglomeraten als Mitsui OSK, NYK en K Line, Koreaanse conglomeraten en enkele zeer grote onafhankelijke rederijen als Maersk, Teekay en Ofer beheren enkele honderden schepen. Aan de andere kant bevinden zich de kapitein-eigenaren en de rederijen met enkele schepen die vaak samenwerken in een pool.
In het geval van oliemaatschappijen, hoogovens en autofabrikanten kan de eigenaar van de lading een dusdanig grote behoefte aan scheepsruimte hebben voor het vervoer van grondstoffen of eindproducten, dat ze via een bedrijfsrederij eigen schepen in de vaart hebben. Zij hebben over het algemeen de gehele exploitatie in handen, van het scheepseigendom, het operationele beheer tot de bevrachting. Om flexibeler te kunnen reageren op veranderende marktomstandigheden, hebben veel bedrijven dit de laatste decennia grotendeels uit handen gegeven aan zogenaamde independents.

### Exploitatie
Een reder kan een schip op meerdere manieren exploiteren. De klassieke lijnrederijen waren volledig eigenaar van de schepen en voeren ook het volledige management. De laatste decennia is hierbij een verschuiving opgetreden en is er deels een splitsing opgetreden tussen eigendom en beheer. Een reder of handelaar kan een schip charteren. Voor een enkele reis kan een schip op de spotmarkt in reisbevrachting worden genomen. Als de reder of verscheper voor een langere periode scheepsruimte nodig heeft, kan worden overgegaan op tijdbevrachting. Bij rompbevrachting is de huurder zelf verantwoordelijk voor het bemannen en onderhouden van het schip. De bemanning kan direct bij de reder in dienst zijn, of via een bemanningskantoor of uitzendbureau. Ook het bevrachten kan worden uitbesteed aan een bevrachtingkantoor. Het schip kan onder de vlag gebracht worden van het land van vestiging van het hoofdkantoor, maar uit kostenoogpunt varen veel schepen onder goedkope vlag. Andere zaken van belang voor de exploitatie zijn de financiering, de cascoverzekering en P&I-verzekering en het classificatiebureau.
De keuze om te kiezen voor een schip of vloot in eigendom, langdurige charter, of voor een enkele reis op de spotmarkt heeft naast de transportbehoefte te maken met de wens om het transport zo economisch mogelijk plaats te laten vinden en risicospreiding.

## Grootste vloten naar eigendom
Alle koopvaardijschepen voeren een handelsvlag, die niet noodzakelijk die van het land is waar de reder is gevestigd. Zie Grootste vloten naar vlag.
|                                |                                | Aantal schepen | Aantal schepen    | Aantal schepen | Draagvermogen in duizend dwt | Draagvermogen in duizend dwt | Draagvermogen in duizend dwt | Draagvermogen in duizend dwt                | Draagvermogen in duizend dwt                            | Draagvermogen in duizend dwt                            | Draagvermogen in duizend dwt |
|                                | Land of gebied                 | Nationale vlag | Buitenlandse vlag | Totaal         | Nationale vlag               | Buitenlandse vlag            | Totaal                       | Buitenlandse vlag als percentage van totaal | Totaal als percentage van wereld totaal, 1 januari 2007 | Totaal als percentage van wereld totaal, 1 januari 2006 | Verandering                  |
| 1                              | Griekenland                    | 707            | 2377              | 3084           | 49.771                       | 120.411                      | 170.181                      | 70,75                                       | 17,39                                                   | 18,02                                                   | -0,63                        |
| 2                              | Japan                          | 719            | 2611              | 3330           | 11.822                       | 135.685                      | 147.507                      | 91,99                                       | 15,07                                                   | 14,52                                                   | 0,55                         |
| 3                              | Duitsland                      | 403            | 2561              | 2964           | 12.843                       | 72.200                       | 85.043                       | 84,90                                       | 8,69                                                    | 7,89                                                    | 0,8                          |
| 4                              | China                          | 1870           | 1314              | 3184           | 32.229                       | 38.162                       | 70.390                       | 54,21                                       | 7,19                                                    | 7,22                                                    | -0,03                        |
| 5                              | Noorwegen                      | 768            | 1042              | 1810           | 13.907                       | 34.790                       | 48.697                       | 71,44                                       | 4,98                                                    | 5,01                                                    | -0,03                        |
| 6                              | Verenigde Staten               | 847            | 919               | 1766           | 22.705                       | 25.555                       | 48.261                       | 52,95                                       | 4,93                                                    | 5,18                                                    | -0,24                        |
| 7                              | Hongkong (China)               | 296            | 393               | 689            | 19.180                       | 25.873                       | 45.053                       | 57,43                                       | 4,6                                                     | 4,84                                                    | -0,23                        |
| 8                              | Zuid-Korea                     | 662            | 379               | 1041           | 14.486                       | 17.802                       | 32.287                       | 55,14                                       | 3,3                                                     | 3,27                                                    | 0,03                         |
| 9                              | Verenigd Koninkrijk            | 375            | 480               | 855            | 9504                         | 17.252                       | 26.757                       | 64,48                                       | 2,73                                                    | 2,35                                                    | 0,39                         |
| 10                             | Singapore                      | 499            | 295               | 794            | 14.887                       | 10.836                       | 25.723                       | 42,12                                       | 2,63                                                    | 2,53                                                    | 0,09                         |
| 11                             | Taiwan                         | 97             | 477               | 574            | 4076                         | 20.781                       | 24.858                       | 83,60                                       | 2,54                                                    | 2,69                                                    | -0,15                        |
| 12                             | Denemarken                     | 306            | 475               | 781            | 9817                         | 12.061                       | 21.878                       | 55,13                                       | 2,24                                                    | 2,16                                                    | 0,08                         |
| 13                             | Rusland                        | 1629           | 574               | 2203           | 6462                         | 11.644                       | 18.106                       | 64,31                                       | 1,85                                                    | 1,84                                                    | 0,01                         |
| 14                             | Italië                         | 575            | 164               | 739            | 11.559                       | 4403                         | 15.962                       | 27,58                                       | 1,63                                                    | 1,6                                                     | 0,03                         |
| 15                             | India                          | 404            | 52                | 456            | 13.288                       | 1529                         | 14.817                       | 10,32                                       | 1,51                                                    | 1,52                                                    | 0                            |
| 16                             | Zwitserland                    | 29             | 341               | 370            | 810                          | 11.691                       | 12.501                       | 93,52                                       | 1,28                                                    | 1,3                                                     | -0,02                        |
| 17                             | België                         | 74             | 152               | 226            | 6462                         | 6028                         | 12.490                       | 48,26                                       | 1,28                                                    | 1,27                                                    | 0                            |
| 18                             | Saoedi-Arabië                  | 63             | 87                | 150            | 949                          | 10.912                       | 11.861                       | 92,00                                       | 1,21                                                    | 1,25                                                    | -0,04                        |
| 19                             | Turkije                        | 448            | 426               | 874            | 6370                         | 4557                         | 10.927                       | 41,70                                       | 1,12                                                    | 1,13                                                    | -0,02                        |
| 20                             | Iran                           | 156            | 28                | 184            | 8845                         | 1148                         | 9994                         | 11,49                                       | 1,02                                                    | 1,08                                                    | -0,06                        |
| 21                             | Nederland                      | 501            | 238               | 739            | 4338                         | 4407                         | 8745                         | 50,39                                       | 0,89                                                    | 0,97                                                    | -0,08                        |
| 22                             | Verenigde Arabische Emiraten   | 51             | 315               | 366            | 615                          | 6304                         | 6918                         | 91,12                                       | 0,71                                                    | 0,5                                                     | 0,21                         |
| 23                             | Indonesië                      | 679            | 114               | 793            | 4382                         | 2301                         | 6684                         | 34,43                                       | 0,68                                                    | 0,69                                                    | 0                            |
| 24                             | Maleisië                       | 303            | 54                | 357            | 6285                         | 372                          | 6657                         | 5,59                                        | 0,68                                                    | 1,06                                                    | -0,38                        |
| 25                             | Zweden                         | 161            | 185               | 346            | 1888                         | 4530                         | 6418                         | 70,58                                       | 0,66                                                    | 0,7                                                     | -0,05                        |
| 26                             | Cyprus                         | 97             | 125               | 222            | 2439                         | 3714                         | 6153                         | 60,36                                       | 0,63                                                    | -                                                       | -                            |
| 27                             | Frankrijk                      | 168            | 141               | 309            | 2865                         | 3101                         | 5965                         | 51,98                                       | 0,61                                                    | 0,54                                                    | 0,07                         |
| 28                             | Canada                         | 219            | 121               | 340            | 2676                         | 3269                         | 5945                         | 54,99                                       | 0,61                                                    | 0,72                                                    | -0,11                        |
| 29                             | Brazilië                       | 136            | 15                | 151            | 2559                         | 2316                         | 4875                         | 47,50                                       | 0,5                                                     | 0,52                                                    | -0,03                        |
| 30                             | Koeweit                        | 39             | 29                | 68             | 3419                         | 1364                         | 4783                         | 28,51                                       | 0,49                                                    | 0,56                                                    | -0,07                        |
| 31                             | Spanje                         | 186            | 161               | 347            | 918                          | 3502                         | 4420                         | 79,23                                       | 0,45                                                    | 0,45                                                    | 0                            |
| 32                             | Filipijnen                     | 221            | 35                | 256            | 2023                         | 1115                         | 3137                         | 35,52                                       | 0,32                                                    | 0,55                                                    | -0,23                        |
| 33                             | Vietnam                        | 322            | 30                | 352            | 2542                         | 502                          | 3045                         | 16,50                                       | 0,31                                                    | -                                                       | -                            |
| 34                             | Thailand                       | 260            | 38                | 298            | 2498                         | 415                          | 2913                         | 14,25                                       | 0,3                                                     | 0,35                                                    | -0,06                        |
| 35                             | Australië                      | 46             | 39                | 85             | 1338                         | 1531                         | 2869                         | 53,37                                       | 0,29                                                    | 0,29                                                    | 0                            |
| Totaal (35 landen of gebieden) | Totaal (35 landen of gebieden) | 14.316         | 16.787            | 31.103         | 31.0758                      | 622.061                      | 932.819                      | 66,69                                       | 95,33                                                   | 95,17                                                   | 0,15                         |
| Wereldtotaal                   | Wereldtotaal                   | 16.407         | 18.415            | 34.822         | 329.259                      | 649.298                      | 978.557                      | 66,35                                       | 100                                                     | 100                                                     |                              |

## Schaduwvloot
Een schaduwvloot of duistere vloot genoemd, zijn schepen die verhullende tactieken gebruiken om sancties te vermijden, veiligheids- of milieuregelgeving te omzeilen, verzekeringskosten te ontduiken of andere illegale activiteiten te ontplooien. 